# Alessandro Nannini
Alessandro Nannini (Siena, 1959. július 7. –) olasz autóversenyző, volt Formula–1-es pilóta, Gianna Nannini rockénekesnő öccse.

## Pályafutása

### A Formula–1-ben
Az 1980-ig a raliban versenyző Nannini úgy döntött, hogy a formula autók világában is kipróbálja magát, az alsóbb géposztályokban elért kisebb sikerek után, 1986-ban lehetőséget kapott arra, hogy a Minardi csapat egyik autóját vezethesse a Formula–1-ben. A kis olasz cég, a Motori-Moderni turbómotorjaival meghajtott autó azonban nemcsak lassú volt, de megbízhatatlan is, így Nannini a Minardinál töltött két szezon alatt nem tudott pontot szerezni, de teljesítménye, amivel maga mögé utasította a szebb napokat is látott csapattársát, Andrea de Cesarist, elegendő volt ahhoz, hogy felhívja magára az erős középcsapatnak számító Benetton figyelmét, akik le is szerződtették az 1988-as szezonra.
A Benettonnál a második futamán a San Marinói Nagydíjon megszerezte első világbajnoki pontjait, majd az esős Angol Nagydíjon elért 3. helyével az első dobogóját is, így az év végén 12 pontjával a bajnokság 10. helyén végzett, majd a következő szezonban a Japán Nagydíjon Ayrton Senna kizárását követően az első futamgyőzelem is megérkezett, aminek köszönhetően a bajnokság 6. helyén fejezte be az évet. A német nagydíjon nagyszerűen küzdött és Senna csak a verseny végén tudta megelőzni. A magyar nagydíjat csak azért vesztette el, mert a futam utolsó szakaszában Senna kiszorította a pályáról. A következő szezonban úgy tűnt, hogy a háromszoros világbajnok, Nelson Piquet személyében új csapattársat kapó Nannini végre révbe ért. A veterán Piquet-t egyre jobban elhomályosító olaszra állítólag a Scuderia Ferrari is szemet vetett, de a Spanyol Nagydíj után egy helikopter baleset, amelyben elvesztette a jobb alsó karját, véget vetett a Formula–1-es álmoknak.

### A Formula–1 után
Egy sikeres műtétet követően az orvosok visszavarrták Nannini leszakadt alkarját, de az Formula–1-ről örökre le kellett mondania az olasz pilótának. A Formula–1-ből való távozását követően 1993 és 1996 között az Alfa Romeo csapatban a DTM-ben versenyzett, ahol 14 futamgyőzelmet szerzett, illetve a sorozat utódjaként létrehozott ITC-ben is. 1997-ben a FIA GT Világbajnokság 6. helyével fejezte be autóversenyzői karrierjét.

## Balesete
1990 októberében helikopterrel lezuhant szülővárosa, Siena közelében, és a forgó rotor levágta Nannini jobb alkarját. Az orvosok nagy bravúrral visszavarrták az alkarját, amely részben visszanyerte életképességét.

## Magánélete
Visszavonulása óta üzletember lett, exkluzív kávézóival Olaszországban és Ázsiában terjeszkedik. 2011-ben szülővárosa, az olaszországi Siena polgármesteri székéért indult, amit nem nyert meg. 1989-ben átvette a családi vállalkozást, melyet tovább fejlesztette és híressé tette a világ különböző országaiban.  Nannini sorra nyitotta üzleteit, ahol oktatásban részesítette az alkalmazottakat és a kávé keverékeket személyesen ő válogatta össze, nagy alapossággal. 2007-ben a Caffé A. Nannini egybeolvadt a családi vállalkozás másik ágazatával, a Pasticcerie Nanninivel, amely kézműves cukrászati termékeket állít elő. Az egyesített gyári egység Monteriggioniban kapott helyet.

## Eredményei
Teljes Formula–1-es eredménysorozata 
(Táblázat értelmezése)

(Félkövér: pole-pozícióból indult; dőlt: leggyorsabb kört futott) 

| Év   | Csapat   | 1      | 2      | 3      | 4      | 5      | 6       | 7      | 8      | 9      | 10     | 11      | 12     | 13     | 14     | 15     | 16     | Helyezés | Pont |
| ---- | -------- | ------ | ------ | ------ | ------ | ------ | ------- | ------ | ------ | ------ | ------ | ------- | ------ | ------ | ------ | ------ | ------ | -------- | ---- |
| 1986 | Minardi  | BRA Ki | ESP Ni | SMR Ki | MON NK | BEL Ki | CAN Ki  | DET Ki | FRA Ki | GBR Ki | GER Ki | HUN Ki  | AUT Ki | ITA Ki | POR Ki | MEX 14 | AUS Ki | -        | 0    |
| 1987 | Minardi  | BRA Ki | SMR Ki | BEL Ki | MON Ki | DET Ki | FRA Ki  | GBR Ki | GER Ki | HUN 11 | AUT Ki | ITA 16  | POR 11 | ESP Ki | MEX Ki | JPN Ki | AUS Ki | -        | 0    |
| 1988 | Benetton | BRA Ki | SMR 6  | MON Ki | MEX 7  | CAN Ki | DET Ki  | FRA 6  | GBR 3  | GER 18 | HUN Ki | BEL Kiz | ITA 9  | POR Ki | ESP 3  | JPN 5  | AUS Ki | 10.      | 12   |
| 1989 | Benetton | BRA 6  | SMR 3  | MON 8  | MEX 4  | USA Ki | CAN Kiz | FRA Ki | GBR 3  | GER Ki | HUN Ki | BEL 5   | ITA Ki | POR 4  | ESP Ki | JPN 1  | AUS 2  | 6.       | 32   |
| 1990 | Benetton | USA 11 | BRA 10 | SMR 3  | MON Ki | CAN Ki | MEX 4   | FRA 16 | GBR Ki | GER 2  | HUN Ki | BEL 4   | ITA 8  | POR 6  | ESP 3  | JPN    | AUS    | 8.       | 21   |

## Fordítás
- Ez a szócikk részben vagy egészben  az   Alessandro Nannini című angol Wikipédia-szócikk fordításán alapul.  Az eredeti cikk szerkesztőit annak laptörténete sorolja fel. Ez a jelzés csupán a megfogalmazás eredetét és a szerzői jogokat jelzi, nem szolgál a cikkben szereplő információk forrásmegjelöléseként.